# Emersonella deplanata
Emersonella deplanata är en stekelart som beskrevs av Christer Hansson 2002. Emersonella deplanata ingår i släktet Emersonella och familjen finglanssteklar.
Artens utbredningsområde är Colombia. Inga underarter finns listade i Catalogue of Life.